# Alfred Vail

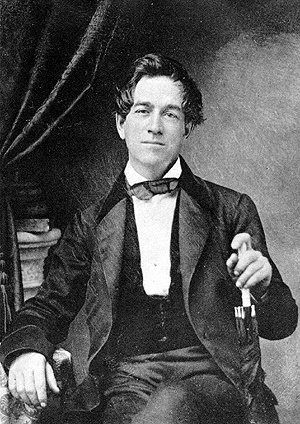

Alfred Lewis Vail (* 25. September 1807 in Morristown (New Jersey); † 18. Januar 1859 ebenda) war ein US-amerikanischer Ingenieur und Erfinder. Seine Eltern waren Bethiah Youngs (1778 bis 1847) und Stephen Vail (1780 bis 1864).

## Leben
Nach dem Besuch der öffentlichen Schulen wurde Alfred Vail zu einem erfahrenen Mechaniker bei den Speedwell Iron Works in Morristown, New Jersey, ausgebildet, einer gut gehenden Eisenhütte, die sein Vater 1829 gekauft hatte.
Im Jahre 1832 jedoch trat er in die Universität der Stadt New York (jetzt New York University) als Theologiestudent ein und graduierte 1836. Er wollte presbyterianischer Pfarrer werden. Am 2. September 1837, während er noch an der Universität war, wurde er Zeuge des ersten von Professor Samuel F. B. Morse vorgeführten Telegrafenexperiments. Seitdem interessierte er sich stark für dieses Projekt. Morse war zu dieser Zeit Professor für Kunst und Design an der New York University. Der Apparat war allerdings nicht einsatzfähig, weil das Übertragungssystem fehlte.

## Zusammenarbeit mit Morse
Bereits am 23. September 1837 hatte er eine Partnerschaft mit Morse gebildet, die ihn verpflichtete, eine Reihe von Telegrafeninstrumenten auf eigene Kosten zu bauen und dafür Patente einzureichen. Als Gegenleistung wurde Vail von Morse ein Viertel der Anteile an den Einnahmen aus den Patenten in den Vereinigten Staaten und die Hälfte von denen im Ausland zugesichert.
Diese Partnerschaft mit Vail war ein großer Glücksfall für Morse, denn Vail brachte neben seinem mechanischen Know-how einen praktischen Erfindungsreichtum und die finanziellen Ressourcen seines Vaters mit ein.
Mit finanzieller Unterstützung seines Vaters begann Vail die Arbeit an einem Telegrafen in der Fabrik der Speedwell Iron Works, wobei ihm William Baxter zur Hand ging. Als Morses hölzernes Modell in Metall umgesetzt wurde, machte Vail sogleich verschiedene Verbesserungen. Heutzutage ist es schwer verständlich, mit welchen Schwierigkeiten sie zu kämpfen hatten. So konstruierten sie ihre erste Batterie aus Kirschholz in acht Abteilen, die mit Bienenwachs zusammengehalten wurden, um der Reaktion der Säure zu entgehen. Nicht nur das Formen der Zink- und Kupferelemente, sondern auch jedes Detail bedurfte einer Serie von Experimenten. Leitender Draht war auf dem Markt nicht bekannt und so musste der erste greifbare Ersatz herhalten: ein Draht von einem Hutmacher, der die ausladenden Hüte jener Tage in Form hielt. Es war Kupferdraht und ein guter Leiter, allerdings war die Isolierung aus Baumwolle nicht perfekt.
Obwohl Stephen Vail Morse eingeladen hatte, bei ihnen zu wohnen, bis das Projekt beendet war, war Morse nur ein seltener Gast. Die Kommunikation war brieflich, es sei denn Alfred fuhr nach New York. Aber Ende Oktober, als Morse schließlich nach Speedwell kam, blieb er länger als geplant: wegen einer schlimmen Erkältung.
Die Eltern von Alfred gaben ihre Porträts bei Morse in Auftrag, um ihn in taktvoller Weise zu unterstützen. Morse befand sich finanziell so im Argen, dass Alfred oder sein Vater ihm den Preis für die Kutschfahrt nach Speedwell gaben.
Der verwendete Code umfasste damals nur die zehn Ziffern; die übertragenen Zahlen mussten mit Hilfe einer Tabelle in Buchstaben und Wörter übersetzt werden. Alfred Lewis Vail entwickelte ab 1838 den ersten Code, der auch Buchstaben umfasste. Er bestand aus Zeichen von drei verschiedenen Längen und unterschiedlich langen Pausen. Dieser Code wurde ab 1844 betrieblich eingesetzt, das erste Mal auf der Telegrafenlinie Baltimore–Washington. Unter der Bezeichnung American Morse Code (auch: Morse Landline Code) blieb er bei nordamerikanischen Telegrafengesellschaften lange in Verwendung, bei einigen Eisenbahnen bis in die 1960er-Jahre.
Die unterschiedlich langen Pausen stellten jedoch eine Unzulänglichkeit des Codes dar, so dass Friedrich Clemens Gerke ihn bereits 1848 reformierte und zur Inbetriebnahme der elektromagnetischen Telegrafenverbindung zwischen Hamburg und Cuxhaven dem deutschen Alphabet anpasste. Gerkes Code wurde nach einigen weiteren kleinen Änderungen 1865 auf dem Internationalen Telegraphenkongress in Paris standardisiert und später mit der Einführung der drahtlosen Telegrafie als Internationaler Morsecode von der Internationalen Fernmeldeunion (ITU) genormt. In Amerika behielt man den amerikanischen Code bei, so dass es aus US‑Sicht neben dem gewohnten Landline Code einen fremden, sogenannten Continental Code in Europa gab.
Am 6. Januar 1838 fand der erste erfolgreiche Versuch der Ausrüstung über drei Meilen von Drahtlauf rund um die Werkstätten in Speedwell statt. Die Meldung lautete: „Ein geduldig Wartender ist kein Verlierer.“
Ein elektromagnetischer Telegraf ist ein aus der Ferne betätigter Elektromagnet. Beim ursprünglichen Morsetelegrafen schloss eine Morsetaste einen Stromkreis. Der weit entfernte Empfänger war ein elektromagnetisch betätigter Schreibstift, der die ankommenden Stromstöße auf einem bewegten Papierstreifen aufzeichnete. Der Morsecode besteht aus einer Folge von Strichen (langer Ton) und Punkten (kurzer Ton), die zu einem Wort zusammengesetzt werden.
Innerhalb der nächsten zwei Monate wurden erfolgreiche Demonstrationen der Erfindung in New York City, beim Franklin Institute in Philadelphia und vor dem Kongress in Washington und auch Präsident Martin van Buren und seinem Kabinett durchgeführt. Im Vorsitzenden des Handelsausschusses gewannen Morse und Vail einen weiteren Unterstützer, den Kongressabgeordneten Frances O. J. Smith, dem Morse eine Beteiligung anbot und Vails Anteil reduzierte sich dadurch auf ein Achtel der späteren Einnahmen. Morse hatte eingesehen, dass er einen Förderer brauchte, der mit den Intrigen von Washington vertraut war – und eine weitere Quelle an Bargeld. Vail und Gale waren aus den gleichen Gründen einverstanden. Smith sollte rechtlichen Beistand liefern und für Morse und sich eine dreimonatige Europareise finanzieren, um Patentrechte in Europa zu erwerben. Sie unterzeichneten am 2. März 1838 eine entsprechende Vereinbarung.
Während sie auf die Bewilligung warteten, arbeitete Vail von 1838 bis 1843 für die Baldwin Locomotive Works in Philadelphia, an denen sein Bruder George beteiligt war (Baldwin, Vail and Hufty). Es war Alfreds erster bezahlter Vollzeit-Job. George beschwerte sich über die Zusammenarbeit mit seinem Partner Matthew Baldwin und trotz guten Zuredens von Alfred kündigte er die Partnerschaft – sehr zu seinem Schaden, denn die Lokomotivwerke wurden bald sehr erfolgreich.
1843, als das Land sich wirtschaftlich zu erholen begann, stellte Morse noch einmal seinen Antrag an den Kongress über die Bewilligung von $30.000 für eine Versuchs-Telegrafenlinie von Washington nach Baltimore. Das House of Representatives stimmte schließlich zu und auch der Senat auf seiner letzten Sitzung. Mit der Unterschrift von Präsident John Tyler konnte Morse das benötigte Bargeld in Empfang nehmen und die Pläne für eine unterirdische Telegrafen-Linie in Angriff nehmen.
Alfred Vail gehörte wieder zu Morses Mitarbeiterstab. Smith hatte die Mitarbeit von Ezra Cornell gewinnen können, der eine Maschine konstruierte, die einen Graben aushob für das in Bleirohren zu verlegende Kabel. Morse hatte sich diese angesehen und ihrem Einsatz zugestimmt. Dabei hatte er gleich Cornell als Mitarbeiter gewinnen können mit $1000,- p. a.
Schon bald musste Cornell feststellen, dass die Isolierung der Drähte defekt war. F. O. J. Smith hatte den schadhaften Draht beschafft. Morse ordnete den sofortigen Stopp der Arbeiten an. Cornell baute wiederum eine Maschine, welche den Draht aus den Rohren zog und ihn neu isolierte. Cornell verbrachte den Winter in Washington und las Bücher über Elektrizität und Magnetismus in der Bücherei des Patentbüros und der Library of Congress. Sein Lesen überzeugte ihn, dass die unterirdische Verlegung unbrauchbar war und dass die Drähte oberirdisch an Pfosten mit Glas-Isolatoren befestigt werden sollten. Morse stimmte zu.
Über diese Telegrafen-Masten wurde am 24. Mai 1844 die erste und inzwischen weltberühmte Depesche (englisch First telegram) befördert: “What hath God wrought?” Samuel Morse saß im Capitol in Washington, D.C. und sandte diese Mitteilung an das B&O Railroad Depot Mount Clair Station (heute das B&O-Museum) in Baltimore, Maryland, wo Alfred Vail ihm den Empfang bestätigte.
Den Morse-Telegrafen hatte jedoch sein Mitarbeiter Alfred Vail gebaut. Auch das erste, amerikanische Morse-Alphabet stammt von Vail.

## Der Erfolg
In seinem Buch The American Electric Telegraph beschreibt Vail 1845 in der Einleitung, wie der Telegraf bereits ein Jahr nach Eröffnung der ersten Telegrafenleitung eingesetzt wurde, nämlich für Mitteilungen von Kaufleuten, Mitgliedern des Kongresses und der Regierung, Banken, Börsenhändler, Polizisten, Neuigkeiten, Wahlergebnisse, Todesanzeigen, Anfragen zur Gesundheit von Verwandten, die täglichen Protokolle von Senat und Repräsentantenhaus, Bestellung von Waren, Erkundigungen nach Schiffsabfahrten, Protokolle der verschiedenen Gerichte, Vorladen von Zeugen, Einladungen, Empfang von Geld – kurzum: alles, was man bis dato per Brief erledigt hatte.
Auf Seite 47 beschreibt Vail auch einen Code, der durch Transponieren der 27 Buchstaben in 676 Codes generiert werden konnte. Beim Sender und Empfänger musste darüber Einigkeit herrschen, an welchem Tag welcher Code Gültigkeit hatte. Das war für Geschäftsleute wichtig, die ihre Transaktionen verschlüsseln wollten.

## Familie
Alfred Vail heiratete Jane Elizabeth Cummings (1817–1852) am 23. Juli 1839. Sie hatten drei Söhne zusammen: Stephen (1840–1909), James Cummings (1843–1917) und George Rochester (1852–1931). Nach Elizabeth Vails Tod heiratete Alfred Amanda O. Eno.
Er zog sich im Jahr 1848 mit seiner Familie zurück nach Morristown, New Jersey, wo er die restlichen zehn Jahre seines Lebens mit der Erforschung der Familien-Genealogie verbrachte. Alfred Vail starb am 18. Januar 1859. Sein Sohn Stephen schenkte den Original-Telegrafen, den sein Vater 1838 geschaffen hatte, der Smithsonian Institution in Washington, DC. Das Smithsonian hält auch die Papiere von Alfred Vail in seinen Sammlungen.

## Fehlende Anerkennung
Alfred beschrieb einmal seine Gefühle: „Ich suche keine Berühmtheit für mich, ich kümmere mich wenig um den Applaus der Welt … Aber was ich mir wünsche, ist die Wahrheit in Zusammenhang der Geschichte bezüglich der Verbesserungen des magnetischen Telegrafen … wie es gleichbedeutend ist mit dem Risiko, das ich auf mich genommen habe, das Interesse, das ich gezeigt habe und die Verbesserungen, die ich in der Unternehmung gemacht habe.“
Im Juni 1871 war Morse in die New York Academy of Music eingeladen in Zusammenhang mit der Enthüllung seiner Statue im Central Park. Er borgte sich dafür von Amanda Vail den Recorder von 1844, den Alfred erfunden hatte, und stellte ihn neben sich auf die Bühne. Doch er erwähnte ihn nicht. Laut The Presbytarian war alles, was er über Alfred und den Telegrafen zu sagen hatte: „Ich fand einen Freund – einen tüchtigen Freund – in Mr. Alfred Vail aus New Jersey, der mit seinem Vater und Bruder die Mittel bereitstellte, um dem Kind ein anständiges Kleid zu geben vor seinem Besuch im Regierungssitz.“
Eine höchst verärgerte Amanda kam zu dem Entschluss, Alfreds Ruf zu retten. Sie hatte Morse versprochen, dass sie Alfreds Papiere keinem anderen außer ihm zeigen würde – in dem Glauben, wie Alfred geglaubt hatte, dass er eines Tages die wahre Geschichte des Telegrafen schreiben würde. Aber an jenem Nachmittag schwor sie, Alfreds Geschichte an Menschen zu geben, die vertrauenswürdiger waren. Die Dinge wurden nicht leichter, als die Familie Morse eine Biografie bei Dr. Samuel Iraneous Prime vom Observer in Auftrag gab: Alfred wurde ignoriert. Morses jüngster Sohn, Edward Lind Morse, gab seine Briefe heraus und er ließ keine Gelegenheit aus, Vails Verdienste zu schmälern.
So war es schließlich Alfreds Sohn J. Cummings Vail, der das Buch herausgab: Early history of the electro-magnetic telegraph from letters and journals of Alfred Vail, um dem Vater die ihm gebührende Ehrung zu erweisen.
Das bedeutendste Gebäude in Morristown ist die Speedwell Fabrik, wo Alfred Vail und Samuel F.B. Morse den elektro-magnetischen Telegrafen erfanden. Wegen der Bedeutung des Ereignisses wurde die Fabrik 1975 in die Liste „National Historic Landmark“ (NHL) aufgenommen und das Gebäude wurde restauriert.

## Galerie

Die Morsetaste – der Sender.
Das Empfangsgerät mit den Elektromagneten, dem Relais und der Papierstreifen-Rolle
Die Zeichen, die mit dem Schreibstift in das Papier gedrückt wurden
Der Original-Empfänger in Baltimore 1844

## Veröffentlichungen
- Alfred Vail: The American Electric Telegraph, with the reports of Congress and a Description of all the Telegraphs known, employing Electricity or Galvanism. Lea & Blanchard, Philadelphia 1845, Digitalisat.
- Alfred Vail: Description of the American electro magnetic telegraph: now in operation between the cities of Washington and Baltimore. Illustrated by fourteen wood engravings. J. & G. S. Gideon, Washington 1845, Digitalisat.
- Alfred Vail: The Register of the Electro Magnetic Telegraph Companies. 1849.
- Notes on the Operation of Telegraph Lines in the Smithsonian Archives
- Herausgegeben von seinem Sohn, J. Cummings Vail: Early history of the electro-magnetic telegraph from letters and journals of Alfred Vail. Hine Brothers, New York 1914, Digitalisat.